# Jürgen Lorenz (Journalist)
Jürgen Lorenz (* 13. April 1929 in Hagen) ist ein ehemaliger deutscher Zeitungs- und Fernsehjournalist.

## Leben und Wirken
Der aus Westfalen stammende Lorenz hatte nach dem Abitur ein Jurastudium begonnen, es aber nach kurzer Zeit wieder abgebrochen und begann stattdessen 1948 mit einem Volontariat bei einer Zeitung. Bereits im Folgejahr wirkte Lorenz erstmals als politischer Korrespondent und war in dieser Funktion fortan bei mehreren Tageszeitungen wie den Badischen Neusten Nachrichten, der Schwäbischen Zeitung und den Kieler Nachrichten angestellt. 
Von 1963 bis 1975 war Lorenz CDU-nahes Mitglied des Vorstandes der Bundespressekonferenz, die letzten beiden Jahre davon deren Vorsitzender. Seit der Sendung vom 24. Mai 1973 leitete er in Nachfolge von Reinhard Appel auch mehrere Jahre lang das am Donnerstag um 21 Uhr 15 im ZDF ausgestrahlte Interviewformat Journalisten fragen – Politiker antworten mit Bonner Politprominenz.